# Phân rã beta kép phi neutrino
Phân rã beta kép phi neutrino (0νββ) là một quá trình phân rã phóng xạ lý thuyết thường được đề xuất và theo đuổi bằng thực nghiệm sẽ chứng minh bản chất Majorana của hạt neutrino. Cho đến ngày nay vẫn chưa phát hiện hiện tượng này.
Việc phát hiện ra phân rã beta kép phi neutrino có thể làm sáng tỏ về khối lượng neutrino tuyệt đối và hệ thống phân cấp khối lượng của chúng (khối lượng neutrino). Đây có thể dấu hiệu đầu tiên về sự vi phạm bảo toàn số lượng lepton toàn phần. Bản chất Majorana của neutrino sẽ xác nhận rằng neutrino là phản hạt của chính nó.
Để tìm kiếm sự phân rã beta kép phi neutrino, hiện có một số thí nghiệm đang được tiến hành, với một số thí nghiệm trong tương lai để tăng độ nhạy cũng được đề xuất.

## Lịch sử phát triển của các cuộc thảo luận lý thuyết
Năm 1939, Wendell H. Furry đề xuất ý tưởng về bản chất Majorana của neutrino, liên quan đến phân rã beta. Furry tuyên bố xác suất chuyển đổi thậm chí còn cao hơn đối với phân rã beta kép phi neutrino. Đó là ý tưởng đầu tiên được đề xuất để tìm kiếm sự vi phạm bảo toàn số lượng lepton. Kể từ đó, người ta đã chú ý đến lý thuyết này vì đây là công cụ rất hữu ích để nghiên cứu bản chất của neutrino (xem trích dẫn).
[T]he 0ν mode [...] which violates the lepton number and has been recognized since a long time as a powerful tool to test neutrino properties.

Tạm dịch
Trạng thái 0v (trạng thái phi neutrino) [...] vi phạm số lepton và đã được công nhận từ lâu là một công cụ mạnh mẽ để thử nghiệm các tính chất của neutrino.
 — Oliviero Cremonesi
Nhà vật lý người Ý Ettore Majorana lần đầu tiên đưa ra khái niệm hạt là phản hạt của chính nó. Bản chất của hạt sau đó được đặt theo tên ông là hạt Majorana. Phân rã beta kép phi neutrino là một phương pháp để tìm kiếm bản chất Majorana khả dĩ của neutrino.

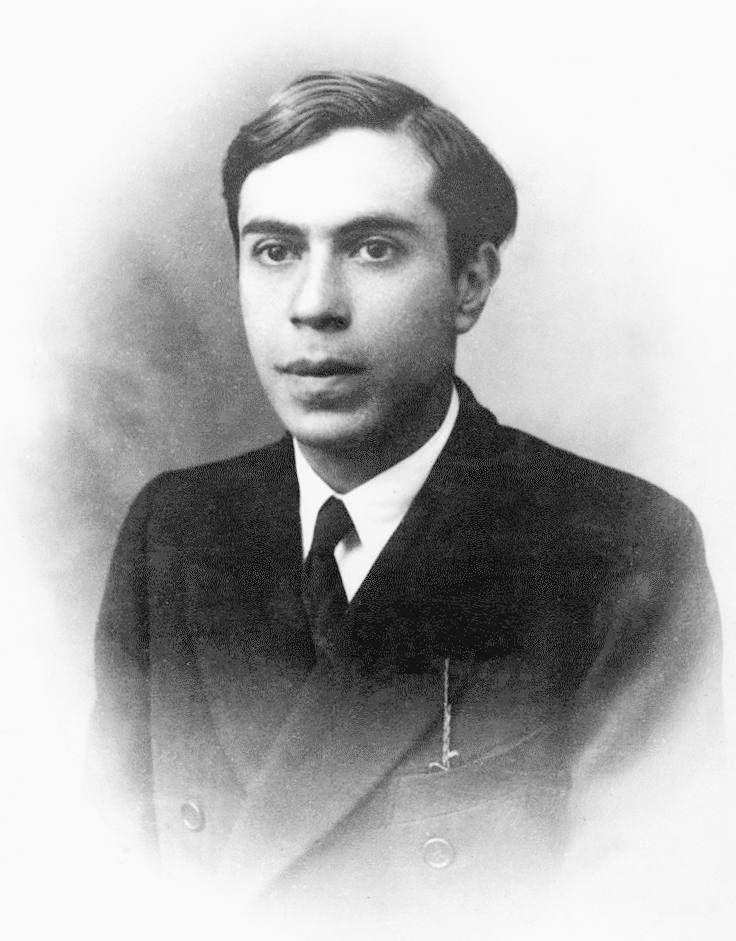
Ettore Majorana, người đầu tiên đưa ra ý tưởng hạt và phản hạt giống hệt nhau.

## Sự liên quan về mặt vật lý

### Phân rã beta kép
Neutrino thường được tạo ra trong các phân rã yếu. Các phân rã beta đơn thường tạo ra một electron (hoặc positron), phát ra phản neutrino (hoặc neutrino) và tăng số proton của hạt nhân {\displaystyle Z} thêm một proton. Khi đó khối lượng của hạt nhân (tức là năng lượng liên kết) thấp hơn và do đó thuận lợi hơn. Tồn tại một số nguyên tố có thể phân rã thành hạt nhân có khối lượng thấp hơn, nhưng chúng không thể chỉ phát ra một electron vì hạt nhân tạo thành không thuận lợi về mặt động học (nghĩa là về mặt năng lượng) (năng lượng của nó sẽ cao hơn). Những hạt nhân này chỉ có thể phân rã bằng cách phát ra hai electron (nghĩa là thông qua phân rã beta kép). Có khoảng mười trường hợp hạt nhân đã được xác nhận chỉ có thể phân rã thông qua phân rã beta kép. Phương trình phân rã tương ứng là:
{\displaystyle (A,Z)\rightarrow (A,Z+2)+2e^{-}+2{\bar {\nu }}_{e}}.
Đó là một quá trình yếu bậc hai. Sự phân rã đồng thời của hai nucleon trong cùng một hạt nhân là rất khó xảy ra. Do đó, thời gian sống được quan sát bằng thực nghiệm của các quá trình phân rã như vậy nằm trong khoảng {\displaystyle 10^{18}-10^{21}} năm. Một số đồng vị đã được quan sát đã cho thấy sự phân rã beta kép hai neutrino này.
Sự phân rã beta kép thông thường này được cho phép trong Mô hình Chuẩn của vật lý hạt. Do đó, nó có cơ sở lý thuyết và thực nghiệm.

### Tổng quan

Sơ đồ Feynman về phân rã beta kép phi neutrino. Ở đây hai neutron phân rã thành hai proton và hai electron, nhưng không có neutrino nào ở trạng thái cuối cùng. Sự tồn tại của cơ chế này đòi hỏi neutrino phải là hạt Majorana.

Nếu bản chất của neutrino là Majorana, thì chúng có thể được phát ra và hấp thụ trong cùng một quá trình mà không xuất hiện ở trạng thái cuối cùng tương ứng. Là các hạt Dirac, cả neutrino được tạo ra bởi sự phân rã của các boson W sẽ được phát ra và không bị hấp thụ sau đó.
Sự phân rã beta kép phi neutrino chỉ có thể xảy ra nếu:
- hạt neutrino là Majorana.[12]
- tồn tại một thành phần thuận tay phải của dòng lepton yếu hoặc neutrino có thể thay đổi tính thuận tay của nó giữa phát xạ và hấp thụ (giữa hai đỉnh W), điều này có thể xảy ra đối với khối lượng neutrino khác không (đối với ít nhất một trong các loại neutrino).[2]

Quá trình phân rã đơn giản nhất được gọi là trao đổi neutrino ánh sáng. Nó có đặc điểm là một neutrino phát ra từ một nucleon và được hấp thụ bởi một nucleon khác (xem hình bên phải). Ở trạng thái cuối cùng, phần còn lại duy nhất là hạt nhân (với số proton thay đổi {\displaystyle Z}) và hai electron:
{\displaystyle (A,Z)\rightarrow (A,Z+2)+2e^{-}}
Hai electron được phát ra gần như đồng thời.
Khi đó, hai electron thu được là các hạt phát xạ duy nhất ở trạng thái cuối cùng và phải mang xấp xỉ hiệu của tổng năng lượng liên kết của hai hạt nhân trước và sau quá trình dưới dạng động năng của chúng. Các hạt nhân nặng không mang động năng đáng kể. Các electron sẽ được phát ra từ phía sau do sự bảo toàn động lượng.
Trong trường hợp đó, tốc độ phân rã có thể được tính bằng công thức:
{\displaystyle \Gamma _{\beta \beta }^{0\nu }={\frac {1}{T_{\beta \beta }^{0\nu }}}=G^{0\nu }\cdot \left|M^{0\nu }\right|^{2}\cdot \langle m_{\beta \beta }\rangle ^{2}}
Trong đó: {\displaystyle G^{0\nu }} biểu thị hệ số không gian pha, {\displaystyle \left|M^{0\nu }\right|^{2}} phần tử ma trận (bình phương) của quá trình phân rã hạt nhân này (theo giản đồ Feynman) và {\displaystyle \langle m_{\beta \beta }\rangle ^{2}} là bình phương khối lượng Majorana hữu hiệu.
Đầu tiên, khối lượng Majorana hữu hiệu có thể thu được bằng công thức:
{\displaystyle \langle m_{\beta \beta }\rangle =\sum _{i}U_{ei}^{2}m_{i}},
Trong đó: {\displaystyle m_{i}} là khối lượng neutrino Majorana (ba neutrino {\displaystyle \nu _{i}}) và {\displaystyle U_{ei}} là các phần tử của ma trận trộn neutrino {\displaystyle U} (xem ma trận PMNS). Các thí nghiệm hiện đại để tìm ra các phân rã beta kép phi neutrino (xem phần về các thí nghiệm) nhắm đến cả bằng chứng về bản chất Majorana của neutrino và phép đo khối lượng Majorana hiệu dụng này {\displaystyle \left|M^{0\nu }\right|} (chỉ có thể thực hiện được nếu sự phân rã thực sự được tạo ra bởi các khối lượng neutrino).
Phần tử ma trận hạt nhân (NME) {\displaystyle \left|M^{0\nu }\right|} không thể đo lường độc lập; nó phải, hoặc cũng có thể được tính toán. Bản thân phép tính này dựa trên các lý thuyết nhiều hạt nhân tinh vi và tồn tại các phương pháp khác nhau để thực hiện điều này. NME {\displaystyle \left|M^{0\nu }\right|} cũng khác nhau từ hạt nhân đến hạt nhân (tức là nguyên tố hóa học với nguyên tố hóa học). Ngày nay, việc tính toán NME là một vấn đề quan trọng và nó đã được các tác giả khác nhau xử lý theo những cách khác nhau. Một câu hỏi đặt ra là liệu có xử lý phạm vi giá trị thu được cho {\displaystyle \left|M^{0\nu }\right|} là độ không đảm bảo lý thuyết và liệu điều này sau đó có được hiểu là độ không đảm bảo thống kê hay không. Các cách tiếp cận khác nhau đang được chọn ở đây. Các giá trị thu được cho {\displaystyle \left|M^{0\nu }\right|} thường thay đổi theo hệ số từ 2 đến khoảng 5. Các giá trị điển hình nằm trong khoảng từ khoảng 0,9 đến 14, tùy thuộc vào hạt nhân / nguyên tố đang phân rã.
Cuối cùng, yếu tố không gian pha {\displaystyle G^{0\nu }} cũng phải được tính toán. Nó phụ thuộc vào tổng động năng được giải phóng ({\displaystyle Q=M_{\text{nucleus}}^{\text{trước}}-M_{\text{nucleus}}^{\text{sau}}-2m_{\text{electron}}}, tức là "giá trị-{\displaystyle Q}") và số hiệu nguyên tử {\displaystyle Z}. Các phương pháp sử dụng các hàm sóng Dirac, kích thước hạt nhân hữu hạn và sàng lọc điện tử. Có tồn tại kết quả chính xác cao cho {\displaystyle G^{0\nu }} đối với các hạt nhân khác nhau, dao động từ khoảng 0,23 (đối với {\displaystyle \mathrm {^{128}_{52}Te\rightarrow _{54}^{128}Xe} }) và 0,90 ({\displaystyle \mathrm {^{76}_{32}Ge\rightarrow _{34}^{76}Se} }) đến khoảng 24,14 ({\displaystyle \mathrm {^{150}_{60}Nd\rightarrow _{62}^{150}Sm} }).
Người ta tin rằng, nếu sự phân rã beta kép phi neutrino được tìm thấy trong những điều kiện nhất định (tốc độ phân rã tương thích với những dự đoán dựa trên kiến thức thực nghiệm về khối lượng neutrino và sự pha trộn), thì điều này thực sự "có khả năng" chỉ ra neutrino Majorana là chất trung gian chính (main mediator) (chứ không phải các nguồn vật lý mới khác). Có 35 hạt nhân có thể trải qua quá trình phân rã beta kép không có hạt neutrino (theo các điều kiện phân rã nói trên).

## Thí nghiệm và kết quả
Chín ứng cử viên hạt nhân khác nhau đang được xem xét trong các thí nghiệm để xác nhận sự phân rã beta kép phi neutrino: {\displaystyle \mathrm {^{48}Ca,^{76}Ge} }, {\displaystyle \mathrm {^{82}Se} }, {\displaystyle \mathrm {^{96}Zr} }, {\displaystyle \mathrm {^{100}Mo} }, {\displaystyle \mathrm {^{116}Cd,^{130}Te,^{136}Xe,^{150}Nd} }. Tất cả họ đều có lập luận ủng hộ và phản đối việc sử dụng chúng trong một thí nghiệm. Các yếu tố được đưa vào và sửa đổi là sự phong phú tự nhiên, sự làm giàu có giá hợp lý và kỹ thuật thử nghiệm được kiểm soát và hiểu rõ. Giá trị-{\displaystyle Q} càng cao, về nguyên tắc, cơ hội khám phá càng tốt. Yếu tố không gian pha {\displaystyle G^{0\nu }}, và do đó, tốc độ phân rã, tăng lên cùng với {\displaystyle Q^{5}}.
Thực nghiệm quan tâm và do đó được đo là tổng động năng của hai electron phát ra. Nó phải bằng giá trị-{\displaystyle Q} của hạt nhân tương ứng đối với sự phát xạ beta kép không có hạt neutrino.
Bảng hiển thị tóm tắt các giới hạn tốt nhất hiện tại về thời gian tồn tại của 0νββ. Từ đó, có thể suy ra rằng phân rã beta kép phi neutrino là một quá trình cực kỳ hiếm - nếu nó xảy ra.
| Đồng vị                             | Thí nghiệm        | {\displaystyle T_{\beta \beta }^{0\nu }} [năm] |
| ----------------------------------- | ----------------- | ---------------------------------------------- |
| {\displaystyle \mathrm {^{48}Ca} }  | ELEGANT-VI        | {\displaystyle >1,4\cdot 10^{22}}              |
| {\displaystyle \mathrm {^{76}Ge} }  | Heidelberg-Moscow | {\displaystyle >1,9\cdot 10^{25}}              |
| {\displaystyle \mathrm {^{76}Ge} }  | GERDA             | {\displaystyle >1.8\cdot 10^{26}}              |
| {\displaystyle \mathrm {^{76}Ge} }  | MAJORANA          | {\displaystyle >8,3\cdot 10^{25}}              |
| {\displaystyle \mathrm {^{82}Se} }  | NEMO-3            | {\displaystyle >1,0\cdot 10^{23}}              |
| {\displaystyle \mathrm {^{82}Se} }  | CUPID-0           | {\displaystyle >4.6\cdot 10^{24}}              |
| {\displaystyle \mathrm {^{96}Zr} }  | NEMO-3            | {\displaystyle >9,2\cdot 10^{21}}              |
| {\displaystyle \mathrm {^{100}Mo} } | NEMO-3            | {\displaystyle >2,1\cdot 10^{25}}              |
| {\displaystyle \mathrm {^{116}Cd} } | Solotvina         | {\displaystyle >1,7\cdot 10^{23}}              |
| {\displaystyle \mathrm {^{128}Te} } | CUORE             | {\displaystyle >3,6\cdot 10^{24}}              |
| {\displaystyle \mathrm {^{130}Te} } | CUORE             | {\displaystyle >2,2\cdot 10^{25}}              |
| {\displaystyle \mathrm {^{136}Xe} } | EXO               | {\displaystyle >3,5\cdot 10^{25}}              |
| {\displaystyle \mathrm {^{136}Xe} } | KamLAND-Zen       | {\displaystyle >2,3\cdot 10^{26}}              |
| {\displaystyle \mathrm {^{150}Nd} } | NEMO-3            | {\displaystyle >2,1\cdot 10^{25}}              |

### Hợp tác Heidelberg–Moscow
Cái gọi là "Hợp tác Heidelberg–Moscow" (HDM; 1990–2003) của Viện Vật lý Hạt nhân Max Planck của Đức và Viện Kurchatov của trung tâm khoa học Nga ở Moscow nổi tiếng tuyên bố đã tìm thấy "bằng chứng về sự phân rã beta kép phi neutrino" (tranh cãi Heidelberg–Moscow). Ban đầu, vào năm 2001, sự hợp tác đã công bố bằng chứng 2,2σ hoặc 3,1σ (tùy thuộc vào phương pháp tính toán được sử dụng). Tốc độ phân rã được tìm thấy vào khoảng {\displaystyle 2\cdot 10^{25}} năm. Kết quả này đã và đang là chủ đề thảo luận của nhiều nhà khoa học và tác giả. Cho đến ngày nay, không có thí nghiệm nào khác từng xác nhận hoặc phê duyệt kết quả của nhóm HDM. Thay vào đó, các kết quả gần đây từ thử nghiệm GERDA về giới hạn thời gian tồn tại rõ ràng không ủng hộ và bác bỏ các giá trị của sự hợp tác HDM.
Phân rã beta kép phi neutrino vẫn chưa được tìm thấy.

### Thí nghiệmGERDA(Germanium Detector Array)
Kết quả của sự hợp tác GERDA trong giai đoạn I của máy dò là giới hạn của{\displaystyle T_{\beta \beta }^{0\nu }>2,1\cdot 10^{25}} năm (90% C.L.). Nó sử dụng germani làm vật liệu nguồn và vật liệu dò. Argon lỏng được sử dụng để phủ quyết muon và làm lớp chắn bức xạ nền. Các giá trị-{\displaystyle Q} của germani đối với phân rã 0νββ là 2039 keV, nhưng không tìm thấy quá nhiều sự kiện trong vùng này. Giai đoạn II của thí nghiệm bắt đầu thu thập dữ liệu vào năm 2015 và nó đã sử dụng khoảng 36 kg germani cho các máy dò. Mức phơi nhiễm được phân tích cho đến tháng 7 năm 2020 là 10,8 kg mỗi năm. Một lần nữa, không có tín hiệu nào được tìm thấy và do đó, một giới hạn mới được đặt thành {\displaystyle T_{\beta \beta }^{0\nu }>5,3\cdot 10^{25}} năm (90% C.L.). Máy dò đã ngừng hoạt động và công bố kết quả cuối cùng vào tháng 12 năm 2020. Không quan sát thấy sự phân rã beta kép phi neutrino nào.

### Thí nghiệmEXO(Enriched Xenon Observatory)
Thí nghiệm Enriched Xenon Observatory-200 sử dụng cả xenon làm nguồn và máy dò. Thí nghiệm được đặt tại New Mexico (Mỹ) và sử dụng buồng chiếu thời gian (TPC) để phân giải không gian và thời gian ba chiều của sự lắng đọng rãnh electron. Thí nghiệm EXO-200 mang lại giới hạn trọn đời là{\displaystyle T_{\beta \beta }^{0\nu }>3,5\cdot 10^{25}} năm (90% C.L.). Khi được dịch sang khối lượng Majorana hiệu quả, đây là giới hạn có cùng thứ tự như giới hạn thu được bởi GERDA I và II.

### Các thí nghiệm lấy dữ liệu hiện tại
- Thí nghiệm CUORE (Cryogenic Underground Observatory for Rare Events):
  - Thí nghiệm CUORE bao gồm một dãy gồm 988 tinh thể TeO2 cực lạnh (với tổng khối lượng là 206 kg {\displaystyle \mathrm {^{130}Te} }) được sử dụng làm phóng kế để phát hiện các hạt beta phát ra và là nguồn gốc của sự phân rã. CUORE được đặt dưới lòng đất tại Phòng thí nghiệm quốc gia Gran Sasso và nó bắt đầu chạy dữ liệu vật lý đầu tiên vào năm 2017.[27] CUORE đã công bố kết quả vào năm 2020 từ việc tìm kiếm phân rã beta kép phi neutrino trong {\displaystyle \mathrm {^{130}Te} } với tổng mức phơi nhiễm là 372,5 kg/năm, không tìm thấy bằng chứng nào cho sự phân rã 0νββ và đặt giới hạn dưới 90% CI Bayesian là {\displaystyle T_{\beta \beta }^{0\nu }>2,2\cdot 10^{25}} năm[28] và vào tháng 4 năm 2022, một giới hạn mới đã được đặt ra đối với {\displaystyle T_{\beta \beta }^{0\nu }>2,2\cdot 10^{25}} năm ở cùng một mức độ tin cậy.[29][30] Thí nghiệm đang lấy dữ liệu đều đặn và dự kiến sẽ hoàn thiện chương trình vật lý vào năm 2024.
- Thí nghiệm KamLAND-Zen (Kamioka Liquid Scintillator Antineutrino Detector-Zen): 
  - Thí nghiệm KamLAND-Zen bắt đầu sử dụng 13 tấn xenon làm nguồn (được làm giàu với khoảng 320 kg{\displaystyle \mathrm {^{136}Xe} }), chứa trong một quả bóng nylon được bao quanh bởi một quả bóng nhấp nháy lỏng bên ngoài có đường kính 13 m.[24] Bắt đầu từ năm 2011, Giai đoạn I của KamLAND-Zen bắt đầu thu thập dữ liệu, cuối cùng dẫn đến việc đặt giới hạn về thời gian tồn tại của phân rã beta kép phi neutrino: {\displaystyle T_{\beta \beta }^{0\nu }>1,9\cdot 10^{25}} năm (90% CL).[24] Giới hạn này có thể được cải thiện bằng cách kết hợp với dữ liệu Giai đoạn II (bắt đầu lấy dữ liệu vào tháng 12 năm 2013) thu được giá trị {\displaystyle T_{\beta \beta }^{0\nu }>2,6\cdot 10^{25}} năm (90% CL).[24] Đối với Giai đoạn II, sự hợp tác đặc biệt quản lý để giảm sự phân rã của {\displaystyle \mathrm {^{110m}Ag} }, làm xáo trộn các phép đo trong khu vực quan tâm đối với phân rã 0νββ của {\displaystyle \mathrm {^{136}Xe} }.[24] Vào tháng 8 năm 2016, KamLAND-Zen 800 được hoàn thành chứa 800 kg {\displaystyle \mathrm {^{136}Xe} },[31] báo cáo giới hạn là {\displaystyle T_{\beta \beta }^{0\nu }>1,07\cdot 10^{26}} năm (90% C.L.).[32][33][34] Năm 2023 giới hạn được cải thiện giới hạn của {\displaystyle T_{\beta \beta }^{0\nu }>2,3\cdot 10^{26}} năm (90% C.L.).[21][35]

### Các thí nghiệm được đề xuất / trong tương lai
- Thí nghiệm nEXO:
  - Là thí nghiệm "kế nhiệm" của EXO-200, nEXO được lên kế hoạch trở thành một thử nghiệm quy mô lớn và là một phần của thế hệ thử nghiệm 0νββ tiếp theo.[36] Vật liệu máy dò được lên kế hoạch nặng khoảng 5 tấn, cung cấp độ phân giải năng lượng 1% ở giá trị-{\displaystyle Q}.[36] Thí nghiệm được lên kế hoạch để thu được giới hạn khoảng {\displaystyle T_{\beta \beta }^{0\nu }>1,35\cdot 10^{28}} năm sau 10 năm thu thập dữ liệu.[37]
- LEGEND:
- SuperNEMO:

## Chuyển đổi muon phi neutrino
Muon phân rã: {\displaystyle \mu ^{+}\to e^{+}+\nu _{e}+{\overline {\nu }}_{\mu }} và {\displaystyle \mu ^{-}\to e^{-}+{\overline {\nu }}_{e}+\nu _{\mu }} trong khi có những phân rã khác có thể xảy ra, những phân rã này xảy ra mà không phát ra neutrino và khó xảy ra đến mức bị coi là bị cấm như {\displaystyle \mu ^{+}\to e^{+}+\gamma }, {\displaystyle \mu ^{-}\to e^{-}+\gamma }, {\displaystyle \mu ^{+}\to e^{+}+e^{-}+e^{+}} và {\displaystyle \mu ^{-}\to e^{-}+e^{+}+e^{-}}, quan sát của họ sẽ được coi là bằng chứng về vật lý mới nâng cao xác suất của các quá trình như vậy. Một số thí nghiệm đang theo đuổi con đường này như Mu to E Gamma, Comet, và Mu2e cho {\displaystyle \mu ^{+}\to e^{+}\gamma } và Mu3e cho {\displaystyle \mu ^{+}\to e^{+}e^{-}e^{+}}.
Chuyển đổi tau phi neutrino ở dạng {\displaystyle \tau \to 3\mu } đã được tìm kiếm bởi CMS.